# دون ناش
دون نـاش (29 مارس 1978 - ) (بالإنجليزية: Don Nash)‏ هو لاعب كريكت أسترالي.

## وصلات خارجية
- دون نـاش على موقع إي آس بي آن كريك إنفو (الإنجليزية)